# Teias
Teias (†552) byl posledním králem Ostrogótů sídlících v první polovině 6. století na Apeninském poloostrově. První zmínky o jeho osobě pochází z období, kdy byl jedním z nejschopnějších válečníků krále Totily, po jehož smrti byl zvolen jako nový ostrogótský panovník. Jediné historické důkazy o jeho životě pochází z pera byzantského historika a Teiova současníka Prokopia z Kaisareie.

## První zmínky
První písemná zmínka o Teiově osobě pochází z období, kdy byl jedním z nejschopnějších válečníků krále Totily. Ten ho počátkem roku 552, při ofenzivě římského vojska vedeného vojevůdcem Narsem, pověřil velením elitního sboru, jenž měl v okolí města Verony ztížit nepřátelské armádě průchod, a pokud by to bylo možné, nedovolit jí postup podél Jaderského moře vůbec. I přes veškerou snahu však Teias neuspěl a Narsovu vojsku se podařilo dostat dál do italského vnitrozemí. Teias proto odvedl své muže zpět k Totilovi a v řadách jeho armády se účastnil bitvy u Tagin. Po drtivé porážce uprchl se zbytky rozprášených Ostrogótů přes řeku Pád k městu Ticinum. Zde byl zvolen novým gótským králem a navíc se mu podařilo zmocnit části pokladu, který v Ticiniu uložil Totila. Ihned po volbě začal shromažďovat novou armádu a snažil se získat přátelství Franků. Ti však o spojenectví nejevili zájem. Když se o této aktivitě dozvěděl Narses, pověřil velitele Valeriana hlídkováním podél řeky Pád, aby Gótům ztížil jejich záměry. Sám s částí armády vyrazil proti Římu, jenž zanedlouho dobyl. Teiovi se mezitím podařilo nalézt Totilova rukojmí, kterými bylo tři sta synů předních obyvatel většiny italských měst a všechny je nechal popravit.

## Bitva u Mons Lactaria a smrt
Jelikož Teias neuspěl v jednání s Franky, rozhodl se vytáhnout na pomoc posádce obležené tvrze v kampánských Cumách, kde byla uložena další velká část Totilova pokladu. Narses proti ostrogótskému panovníkovi vyslal velitele Ioanna a Filimutha s rozkazy napadat při přesunech gótské jednotky. Teias však zvolil delší trasy pochodu a podařilo se mu projít do Kampánie aniž by se střetl s nepřítelem. Narses tedy shromáždil rozptýlené oddíly a vydal se proti Gótům do této provincie. Obě vojska se proti sobě utábořila poblíž hory Vesuv, každá na jedné straně řeky Drakon. Gótové obsadili jediný most u jehož úpatí vystavěli dřevěné věže. Proviant si přiváželi po moři. Společně s Římany pak setrvali na svých pozicích v nečinnosti po celé dva měsíce. Teprve po uplynutí této doby se Římanům pomocí zrady podařilo zmocnit Gótského loďstva a odříznout Teiovy muže od zásobování. Gótský král tedy ustoupil k blízké hoře jménem Mons Lactarius, kde však mužstvo začalo trpět ještě větším hladem než na pobřeží. Někdy v průběhu října 552 se tedy rozhodl vést své vojáky do nečekaného protiútoku. 
| „           | Teias, všem patrný se štítem na hrudi a se zdviženým oštěpem, se postavil s několika muži před první řady. Římané ho uviděli a byli přesvědčení, že jeho smrtí boj ihned skončí; zaútočilo tedy na něho několik mužů současně. On se jen chránil štítem a zachycoval jím všechna kopí, pak nečekaně zaútočil a mnoho jich pobil. ...zatímco takto bojovali, uplynula třetina dne a tou dobou měl ve štítě dvanáct zaražených oštěpů; nemohl jím tedy volně pohybovat a už nebyl s to čelit útočníkům. Zavolal rychle jednoho ze svých štítonošů, aniž opustil své místo nebo couvl o prst zpět a aniž povolil nepřátelům postoupit. ...přišel se štítem, a Teia si jej rychle vzal výměnou za štít obtížený oštěpy. V té době zůstala jeho hruď na chvíli odkryta; tu byl náhodou zasažen šípem a jedinou ranou klesl mrtev k zemi. Několik Římanů zvedlo jeho hlavu na hrotu oštěpu a ukazovalo ji kolem dokola oběma vojskům. | “ |
| — Prokopios | |   |

 Bitva se však nevyvíjela podle předpokladů Římanů. Gótové bojovali, i přes smrt svého vůdce, až do večera a stejně tak do večera příštího dne. Teprve třetího rána vyslali k Narsovi své vyjednavače, kterým se pro ně podařilo dohodnout svobodný odchod z italského území.

#### Prameny
- PROKOPIOS Z KAISAREIE. Válka s Góty. Překlad Pavel Beneš. Praha: Odeon, 1985. 438 s.